# 五氧化二砷
五氧化二砷为砷(V)的氧化物，化学式As2O5。与三氧化二砷等其他砷化合物同样具有较高毒性。通常为带玻璃光泽的白色固体。

## 用途
用于殺虫剂、除草剂、殺菌剂、木材防腐剂、金属粘合剂、印刷与染色等诸多用途。

## 制取
五氧化二砷不能像五氧化二磷一样由单质氧化制备，因它在高温下会分解失去氧。由三氧化二砷氧化制备，即使在加压纯氧条件下，也无法定量。最好的制备方法是用砷酸水合物加热失水。砷酸（或五氧化二砷）的各种水合物，在加热至170°C时，基本上分解为无水的五氧化二砷。

## 性质
加热时至300°C时失氧，得三氧化二砷。在空气中吸潮，易溶于水。有强氧化性，可将二氧化硫氧化为三氧化硫。与水反应，产生正砷酸（H3AsO4），不过反应很慢，若溶于碱液则可较快得到砷酸盐。
五氧化二砷结晶具有由等数目的四面体 AsO4 与八面体 AsO6 单元（As-O键长分别为168和182pm）共角相连组成的复杂三维结构。由于其热稳定性差，易水解，及单晶培养困难，使得对它结构的了解是不久以前才完成的，虽然它是最早知道的氧化物之一。

## 安全性
不可燃。加热至300℃分解，产生三氧化二砷。与还原剂反应产生砷化氢。与五氟化溴剧烈反应，可起火。对人体毒性很强，可对血液、肝脏、肺、造血器官造成损害。被国际癌症研究机构（IARC）列为第一类致癌物质。

## 脚注
1. 1 2  Record of Arsen(V)-oxid in the GESTIS Substance Database from the IFA
2. ↑  Arsenic Pentoxide, Systemic Agent （页面存档备份，存于）. National Institute for Occupational Safety and Health. Emergency Response Safety and Health Database. August 22, 2008. Retrieved December 22, 2008.
3. 1 2 3 4 5  《无机化学丛书》 第四卷，氮磷砷分族
4. ↑  Martin Jansen. . Angewandte Chemie International Edition in English. 1977, 16 (5): 314–315. doi:10.1002/anie.197703142.
5. ↑  Greenwood, N. N.; Earnshaw, A.  2nd. Oxford:Butterworth-Heinemann. 1997. ISBN 0-7506-3365-4. pp. 576-577
6. ↑  .   [2010-12-11]. （原始内容存档于2009-05-17）.